# Sybra solida
Sybra solida är en skalbaggsart som beskrevs av Charles Joseph Gahan 1907. Sybra solida ingår i släktet Sybra och familjen långhorningar. Inga underarter finns listade i Catalogue of Life.